# Smultron och tång
Smultron och tång var ett radioprogram för sommaren som presenterades av Pekka Heino, Thomas Gylling, Pontus Enhörning  Marika Rennerfelt med flera. Programmet sändes i P3 1985-1987.